# Dysfunctional
Albums de Dokken
Back for the Attack
(1987) Erase The Slate
(1999)
Dysfunctional est le 5e album studio du groupe Dokken sorti en 1995.

## Liste des morceaux
1. Inside Looking Out - 4:08 - (Dokken, Pilson)
2. Hole in My Head - 4:33 - (Brown, Dokken, Pilson)
3. The Maze - 4:50 - (Dokken, Lynch, Pilson)
4. Too High to Fly - 7:10 - (Dokken, Lynch)
5. Nothing Left to Say - 4:30 - (Dokken, Pilson)
6. Shadows of Life - 4:33 - (Dokken, Pilson)
7. Long Way Home - 5:12 - (Dokken, Lynch, Pilson)
8. Sweet Chains - 5:46 - (Dokken)
9. Lesser of Two Evils - 4:03 - (Dokken, Lynch, Pilson)
10. What Price - 5:45 - (Brown, Dokken, Pilson)
11. From the Beginning - 4:12 - (Lake) (Emerson, Lake & Palmer reprise)

### Titre version Japonaise
1. When the Good Die Young - 4:57

## Composition du groupe
- Don Dokken - Chants
- George Lynch - Guitare
- Jeff Pilson - Basse
- Mick Brown - Batterie